# Camp Pendleton North
Camp Pendleton North is een plaats (census-designated place) in de Amerikaanse staat Californië, en valt bestuurlijk gezien onder San Diego County.

## Demografie
Bij de volkstelling in 2000 werd het aantal inwoners vastgesteld op 8197.

## Geografie
Volgens het United States Census Bureau beslaat de plaats een oppervlakte van
23,8 km², waarvan 23,3 km² land en 0,5 km² water.

## Plaatsen in de nabije omgeving
De onderstaande figuur toont nabijgelegen plaatsen in een straal van 24 km rond Camp Pendleton North.